# 이로 (1769년)
이로 또는 이노(李潞, 1769년 ~ 1826년)은 조선후기의 문신으로 감진어사(監賑御史)와 동벽승지(東壁承旨) 등을 지냈다.

## 생애
조선후기의 문신으로 본관은 전주, 휘는 로(潞), 자는 가용(可用) 또는 계호(季浩), 호는 죽전(竹田)이다. 종실 밀산군 이찬(密山君 李澯)의 6대손이며, 삼도수군통제사 이재항(李載恒)의 증손이다. 아버지는 증 이조참판 이형정(李亨正)이고, 어머니는 교관(敎官) 함양인(咸陽人) 박대화(朴大和)의 딸로 정부인 함양박씨(貞夫人 咸陽朴氏)이며, 생부는 증 사복정(司僕正) 이형일(李亨一)이고, 생모는 수사(水使) 평산인(平山人) 신사엄(申思儼)의 딸로 평산신씨(平山申氏)이다.
부인은 진사 청송인(靑松人) 심능운(沈能運)의 딸과 양주인(楊州人) 조현우(趙顯愚)의 딸이다.
증 사복정 형일의 2남으로 1769년(영조 45) 9월 24일 탄생하였다. 진사시에 급제하고 1803년(순조 3) 별시(別試) 문과 병과(文科 丙科)에 급제하여 이해 4월 23일 가주서(假注書)에 제수되고, 부사정(副司正)을 역임하였다.
1804년(순조 4) 전경문신(專經文臣)으로 선발되고, 이해 5월 25일 다시 가주서(假注書)에 제수되고, 1805년(순조 5) 권지승문원 부정자(權知承文院 副正字)를 거쳐 이해 12월 17일 주서(注書)를 역임하였다.
1806년(순조 6) 4월 4일 사변가주서(事變假注書)를 제수되고, 이해 5월 10일 다시 가주서(假注書)를 역임하였다.
1807년(순조 7) 4월 2일 부사정(副司正)으로 종묘(宗廟) 하향대제(夏享大祭) 친행 때 제8실 봉조관(捧俎官)으로 봉무하였고, 이해 10월 2일 종묘 동향대제(冬享大祭) 친행 때 재랑(齋郞)으로 봉무하였다.
1808년(순조 8) 3월 24일 분가주서(分假注書)를 거쳐 이해 11월 승문원 권지부정자(承文院權知副正字)를 역임하고 다시 가주서(假注書)에 제수되고, 이해 12월 22일 전적(典籍)을 거쳐 이해 12월 26일 감찰(監察)을 역임하였다.
1808년(순조 10) 1월 22일 감진어사(監賑御史)를 수행하고, 1818년(순조 18) 10월 25일 동지 정사(冬至正使) 정만석(鄭晩錫)과 부사 오한원(吳翰源)을 보필하여 서장관(書狀官)으로 청나라에 다녀왔다.
1821년(순조 21) 부수찬(副修撰)을 지내고, 이해 9월 20일 빈전 도청(都廳)을 지내 가자되었다.
1824년(순조 24) 동래부사(東萊府使)를 역임하고 동벽승지(東壁承旨)를 지내고, 1826년(순조 26) 향년 58세로 별세하여 충남 아산시 도고면 구수동 해좌로 예장하였다.
문장과 시에 능통하였는데 현재 순조의 국구 영안부원군(永安府院君) 김조순(金祖淳)과 답한 시가 김조순의 문집 풍고집(楓皐集)에 남아 있고, 영의정 심상규(沈象奎)와 답한 시가 두실존고(斗室存稿), 영의정 조인영(趙寅永)의 문집인 운석유고(雲石遺稿), 형조판서 홍직필(洪直弼)의 문집인 매산집(梅山集) 등에 여러편이 남아있다.

## 저서
- 아래 시는 영의정 조인영(趙寅永)의 문집인 운석유고(雲石遺稿)에 나온 시이다.

내방공부(來訪共賦) 무진(戊辰) 1808년(순조 8)
격안명정호압구(隔岸名亭號狎鷗)
중간허백시장주(中間虛白是長洲)
개준월도창강구(開樽月到滄江口)
거몌운귀대야두(擧袂雲歸大野頭)
간도불회차마적(澗道不廻車馬迹)
춘강도부조어주(春江都付釣魚舟)
부군루사투과보(夫君屢賜投瓜報)
시사림랑필사구(詩似琳琅筆似鉤)

## 가족관계
- 증조부 : 이재항(李載恒)
- 아버지 : 이형정(李亨正)
- 어머니 : 정부인 함양박씨(貞夫人 咸陽朴氏), 교관(敎官) 함양인(咸陽人) 박대화(朴大和)의 딸.
- 아버지(생부) : 이형일(李亨一)
- 어머니(생모) : 평산신씨(平山申氏), 수사(水使) 평산인(平山人) 신사엄(申思儼)의 딸.
- 1부인 : 진사 청송인(靑松人) 심능운(沈能運)의 딸.
- 2부인 : 양주인(楊州人) 조현우(趙顯愚)의 딸.